# 筑北村立坂井小学校
筑北村立坂井小学校（ちくほくそんりつ さかいしょうがっこう）は、長野県東筑摩郡筑北村坂井に所在していた公立小学校。2020年4月1日に筑北村立筑北小学校に統合され廃校。

## 概要
筑北村の北東部、坂井地区（旧坂井村）に位置し、村役場坂井支所が近くにある。卒業生は、隣接する麻績村にある麻績村筑北村学校組合立筑北中学校に進学していたが、2020年4月1日からは坂井地区の生徒も筑北村立聖南中学校に通学している。麻績村立麻績小学校では本校との将来的な統合も検討がなされている。 

## 統合の経緯
筑北村教育委員会からも2010年12月6日、村内にある本校と本城小学校と坂北小学校を2012年4月までに1つに統合する案が示された。 
2014年（平成26年）筑北村は、筑北村独自の学校統合に方針を変更し、麻績村、筑北村両村の学校統合は断ち切れとなった。小学校の統合は、まず、2015年（平成27年）4月1日 に筑北村立本城小学校と筑北村立坂北小学校との統合により筑北村立筑北小学校が開校し、ついで2020年4月の本校が筑北村立筑北小学校に統合された。
総合的な学習の時間を用いて蛍の幼虫放流会などの活動を行っていた。この活動に対して2006年（平成18年度）長野県学校科学教育奨励基金が交付された。